# Das Dukaten-Angele
Das Dukaten-Angele ist ein Märchen (AaTh 571 C). Es steht in Ludwig Bechsteins Neues deutsches Märchenbuch an Stelle 50.

## Inhalt
Die kluge ältere Schwester, Hannele, sorgt für die dumme, Mammele, und für das Kind, Annele. Einmal schickt sie das Mammele zum Jahrmarkt Brot kaufen, aber es kauft für das Geld eine Puppe. Hannele ist böse, doch die Puppe legt fortan jede Nacht ein Goldei. Die Schwestern werden reich. Die Nachbarin horcht das Mammele aus. Unter dem Vorwand, ihr Mann schlage sie, quartiert sie sich bei ihnen ein und klaut die Puppe. Doch die macht nun Kot, sie werfen sie auf den Mist. Dort findet sie ein armer Mann und wäscht sie am Brunnen. Das sieht das Mammele und zahlt ihm gleich einen Dukaten Finderlohn.

## Bemerkungen
„Angele“ heißt wohl „Engelchen“. Die Namen tragen zur Verkindlichung bei: „Annele! Weck einmal das Mammele! Das Angele will eine Gackele (Eichen) legen!“ Die Quelle ist laut Hans-Jörg Uther nicht zu ermitteln, Bechstein schreibt „Mündlich im Saaltale“. Einige derbe Züge habe er tilgen müssen, anderes, auch die Namen ergänzt. Es deute auf Wunschdinge wie Heckepfennig oder Galgenmännlein, aber ohne grausigen Beigeschmack. Vgl. Bechsteins Goldhähnchen, Basiles Die Gans, Straparolas Adamantina (Piacevoli notti). Auch andere Fassungen entstammen meist dem Mittelmeerraum. Walter Scherf nennt Die Braut in Bertha Ilgs Maltesische Märchen und Schwänke, Nr. 50 und Pureva nukka in Lauri Simonsuuris und Pirkko-Liisa Rausmaas Finnische Volkserzählungen, Nr. 129. Er vergleicht Märchen vom Zauberstein (AaTh 560), Goldvogel-Märchen (AaTh 567) und solche vom unschuldigen Mädchen, das ein Ungeheuer zur Welt bringt (AaTh 708). Auf Deutsch sei Bechsteins Text der einzige seiner Art. Liselotte von der Pfalz erwähnt so ein Märchen, als sie Luise Raugräfin zu Pfalz schreibt, man habe ihre Briefe abgefangen, sich vielleicht gar den Hintern damit gewischt: „Wen daß were, wolte ich, daß unßere brieffe beißen könten, wie in dem merchen von Kacka maman ...“